# 나이트메어 (1984년 영화)
《나이트메어》(영어: A Nightmare on Elm Street)는 1984년에 개봉한 미국의 초자연 슬래셔 영화이다. 웨스 크레이븐이 각본과 연출을 맡고, 로버트 셰이가 제작하였다. 로버트 엥글런드가 프레디 크루거 역으로 등장하며, 헤더 랭인캠프, 존 색슨 등이 출연하였디. 조니 뎁의 첫 영화 출연작이기도 하다.
비평과 흥행 양면에서 성공하였으며, 역대 최고의 공포 영화 중 하나로 여겨진다. 2008년 엠파이어는 이 영화를 역대 최고의 영화 500편 중 162위로 꼽았으며, 뉴욕 타임스에서 선정한 역대 최고의 영화 1000편 중에 하나로도 이름을 올렸다. 2021년 미국 의회도서관에 의해 문화적으로, 역사적으로, 미적으로 중요함을 인정받아 미국 국립영화등기부에 선정, 보존되었다.
속편 《나이트메어 2: 프레디의 복수》(1985)로 이어진다.

## 줄거리
오하이오주 스프링우드군 엘름스트리트에 사는 고등학생 낸시 톰프슨과 친구들은 악몽 속에서 얼굴이 심하게 훼손돼 있고 오른손에는 면도날이 달린 장갑을 낀 연쇄 살인마 프레디 크루거의 영혼에게 시달리기 시작한다. 꿈에서 프레디 크루거에게 당해 사망하면 현실 속의 자신도 그대로 죽게 된다.

## 출연진
- 헤더 랭인캠프 - 낸시 톰프슨 역
- 로버트 엥글런드 - 프레드 “프레디” 크루거 역
- 조니 뎁 - 글렌 랜츠 역
- 로니 블레이클리 - 마지 톰프슨 역
- 존 색슨 - 도널드 “돈” 톰프슨 경위 역
- 어맨다 위스 - 크리스티나 “티나” 그레이 역
- 제이주 가르시아 - 로드 레인 역
- 조지프 휩 - 파커 경사 역
- 찰스 플라이셔 - 킹 의사 역
- 린 셰이 - 교사 역
- 데이비드 앤드루스
- 로버트 셰이

## 기타 제작진
- 공동 제작: 세라 리셔
- 협력 제작: 존 H. 버로스